# Johann Karl Ehrenfried Kegel
Johann Karl Ehrenfried Kegel (Friesdorf, Alemanya, 3 d'octubre de 1784 – Odessa, 25 de juny de 1863) fou un agrònom i explorador alemany al servei de Rússia. Va explorar la península de Kamtxatka.